# Trachelas japonicus
Trachelas japonicus är en spindelart som beskrevs av Friedrich Wilhelm Bösenberg och Embrik Strand 1906. Trachelas japonicus ingår i släktet Trachelas och familjen flinkspindlar. Inga underarter finns listade i Catalogue of Life.